# Walter Andreas Schwarz
Walter Andreas Schwarz (ur. 2 czerwca 1913 w Aschersleben, zm. 1 kwietnia 1992 w Heidelbergu) – niemiecki wokalista, tekściarz, nowelista, kabareciarz, autor słuchowisk radiowych i tłumacz.

## Życiorys
W 1956 roku Schwarz reprezentował Niemcy podczas pierwszego Konkursu Piosenki Eurowizji z utworem „Im Wartesaal zum großen Glück”, do którego napisał słowa i tekst. Oprócz Schwarza, podczas finału w barwach kraju wystąpił także Freddy Quinn z piosenką „So geht das jede Nacht”. Podczas koncertu finałowego, który odbył się 24 maja, utwór wokalisty został wykonany jako trzeci w kolejności. Dyrygentem orkiestry podczas jego występu był Fernando Paggi. Z powodu niezachowania się oficjalnych wyników konkursu, nieznany jest końcowy rezultat piosenki.
Wkrótce po konkursie piosenka została wydana jako singiel, jednak nie odniosła komercyjnego sukcesu. Inne jego nagrania nawet nie zostały opublikowane. Schwarz skoncentrował się więc na pisaniu nowel i scenariuszy do słuchowisk radiowych. Jednym z jego ostatnich dzieł była licząca 17 odcinków adaptacja Autostopem przez Galaktykę, opublikowana w latach 1990-91. Przez wiele lat mieszkał w Londynie, jednak później powrócił do Niemiec.

## Dzieła

### Nowele
- Die Frucht der Ungesetzlichkeit (1982)
- Der Bürger Karl Marx aus Trier (1982)

### Słuchowiska radiowe
- Der Untertan (1965)
- Anna Karenina (1967)
- Don Kichot (1964)
- Żyd Süss (1986))
- Autostopem przez Galaktykę (1990/91)